# Vier ernste Gesänge
Vier ernste Gesänge (Quattro canzoni serie), Op. 121, è un ciclo di quattro canzoni per basso (o contralto) e pianoforte di Johannes Brahms. Come nel suo Ein deutsches Requiem, i testi sono tratti dalla Bibbia di Lutero. Tre canzoni trattano della morte e della caducità della vita, mentre la quarta ha una visione di fede, speranza e carità. Brahms compose l'opera a Vienna nel 1896 e la dedicò a Max Klinger. Le canzoni furono presentate in anteprima a Vienna alla presenza del compositore dal baritono Anton Sistermans e dal pianista Coenraad V. Bos. Sono state registrate spesso sia da cantanti donne che uomini.

## Storia
Tra il 1865 e il 1868, da giovane, Brahms aveva composto Ein deutsches Requiem (Un Requiem tedesco), che affrontava la morte, basato su una raccolta di citazioni bibliche nella traduzione di Lutero. Scrisse Vier Ernst Gesänge in età avanzata, sempre basandosi sulle parole della Bibbia. La sua amica Clara Schumann aveva subito un ictus il 26 marzo 1896. Brahms completò la composizione di questo gruppo di canzoni, il suo ultimo, entro il suo compleanno il 7 maggio di quell'anno, in previsione della sua morte.

## Origine
I testi delle prime tre canzoni sono tratti dall'Antico Testamento e trattano della morte, della caducità della vita e dell'oppressione. Il testo della quarta canzone è tratto dal Nuovo Testamento ed è incentrato su fede, speranza e carità.
I titoli originali:
1. Denn es gehet dem Menschen wie dem Vieh (Prediger Salomo, Kap. 3)
2. Ich wandte mich, und sahe an (Prediger Salomo, Kap. 4)
3. O Tod, wie bitter bist du (Jesus Sirach, Kap. 41)
4. Wenn ich mit Menschen- und mit Engelszungen (S. Pauli an die Corinther I., Kap. 13)

Le fonti bibliche:
1. Denn es gehet dem Menschen (È per una persona come per un animale) da Ecclesiaste 3:19–22[3]
2. Ich wandte mich, und sahe an (Mi voltai e guardai tutti) da Ecclesiaste 4:1–3[4]
3. O Tod, wie bitter bist du (O morte, quanto sei amara) da Siracide 41:1–2[5]
4. Wenn ich mit Menschen (Se parlo con le lingue degli umani e degli angeli) dalla Prima lettera ai Corinzi 13:1–3[6] 13:12–13[7]

Le canzoni furono pubblicate da Simrock nel 1896. Brahms le dedicò a Max Klinger. Scritte per una voce bassa, furono trascritti anche per voce acuta. Furono orchestrate da Detlev Glanert (la cui orchestrazione aggiunge preludi di collegamento) e Günter Raphael.

## Premiere
La prima rappresentazione fu eseguita a Vienna il 9 novembre 1896, alla presenza del compositore, da due artisti olandesi: il baritono Anton Sistermans e il pianista ventenne Coenraad V. Bos. Brahms andò dietro le quinte e ringraziò Sistermans e Bos per lo spettacolo, che: "ha realizzato perfettamente le mie intenzioni".
Due settimane dopo Bos accompagnò Raimund von zur-Mühlen nelle quattro canzoni. Zur-Mühlen non riusciva a ottenere il diminuendo finale come indicato nello spartito, quindi diede istruzioni a Bos di continuare il crescendo dopo che la linea vocale era terminata e terminare il lavoro con un fff invece che con il p che Brahms aveva indicato. Più tardi zur-Mühlen parlò con Brahms e disse che sperava non gli fosse dispiaciuta questa deviazione dallo spartito. Brahms rispose "Le hai cantate magnificamente. Non ho notato niente di sbagliato".

## Struttura
Nella tabella seguente la chiave è quella della composizione originale, sono anche indicati il tempo e il valore. I collegamenti a spartiti diversi forniscono la versione per voce acuta.
| N. | Inizio del testo             | Tempo                     | Chiave              | Valore | Spartito | Analisi           |
| -- | ---------------------------- | ------------------------- | ------------------- | ------ | -------- | ----------------- |
| 1  | Denn es gehet dem Menschen   | Andante                   | Re minore           | 4⁄4    |          | Analisi canzone 1 |
| 2  | Ich wandte mich, und sahe an | Andante                   | Sol minore          | 3⁄4    |          | Analisi canzone 2 |
| 3  | O Tod, wie bitter bist du    | Grave                     | Mi minore           | 3⁄2    |          | Analisi canzone 3 |
| 4  | Wenn ich mit Menschen        | Andante con moto et anima | Mi bemolle maggiore | 4⁄4    |          | Analisi canzone 4 |

## Incisioni
Kathleen Ferrier registrò Vier Ernst Gesänge nel 1947 con la pianista Phyllis Spurr e nel 1950 con John Newmark. Un critico musicale commentò su Gramophone:
In una trasmissione del 1949 in diretta dalla Royal Albert Hall cantò una versione orchestrata in inglese con la BBC Symphony Orchestra, diretta da Malcolm Sargent.
Hans Hotter registrò le canzoni nel 1951 con il pianista Gerald Moore, insieme ad altre canzoni di Brahms e della cantata BWV 82 di Bach:
Dietrich Fischer-Dieskau registrò le canzoni più volte, a partire dal 1949 nella sua prima registrazione con la Deutsche Grammophon, accompagnato da Hertha Klust. Anne Ozorio lo descrisse come "... un altro momento fondamentale nella storia della canzone. Il cantante aveva appena compiuto 24 anni ma aveva già catturato la profondità della meditazione sulla morte di Brahms". Li registrò con Daniel Barenboim nel marzo 1972 (449 633–2) e di nuovo con Jörg Demus. Christian Gerhaher e il pianista Gerold Huber hanno registrato le canzoni nel 2002.
Helen Traubel registrò le canzoni nel 1949 con il pianista Coenraad V. Bos.